# Marcenat (Cantal)
Marcenat (okzitanisch: Marcenac) ist eine französische Gemeinde mit 510 Einwohnern (Stand: 1. Januar 2022) im Département Cantal in der Region Auvergne-Rhône-Alpes (vor 2016 Auvergne). Sie gehört zum Arrondissement Saint-Flour und zum Kanton Riom-ès-Montagnes. Die Einwohner werden Marcenatais genannt.

## Geographie
Marcenat liegt etwa 50 Kilometer nordnordöstlich von Aurillac und etwa 55 Kilometer südsüdwestlich von Clermont-Ferrand im Norden des Départements Cantal. Das Gebirgsdorf gehört zum Gebiet des Regionalen Naturparks Volcans d’Auvergne. Nachbargemeinden sind Condat im Nordwesten und Norden, Montgreleix im Norden und Nordosten, Anzat-le-Luguet im Osten, Pradiers im Südosten, Landeyrat im Süden, Saint-Bonnet-de-Condat im Süden und Südwesten sowie Lugarde im Westen.

## Bevölkerungsentwicklung
| Jahr                       | 1962 | 1968 | 1975 | 1982 | 1990 | 1999 | 2006 | 2011 | 2019 |
| Einwohner                  | 1302 | 1218 | 1100 | 928  | 823  | 627  | 553  | 512  | 517  |
| Quellen: Cassini und INSEE |      |      |      |      |      |      |      |      |      |

## Sehenswürdigkeiten
- Kirche Saint-Blaise aus dem 12. Jahrhundert mit Umbauten aus dem 19. Jahrhundert, seit 1992 Monument historique
- orthodoxes Kloster Icône de la Mère de Dieu Znaménié in Traverse seit 1988
- Schloss Aubijoux aus dem 19. Jahrhundert

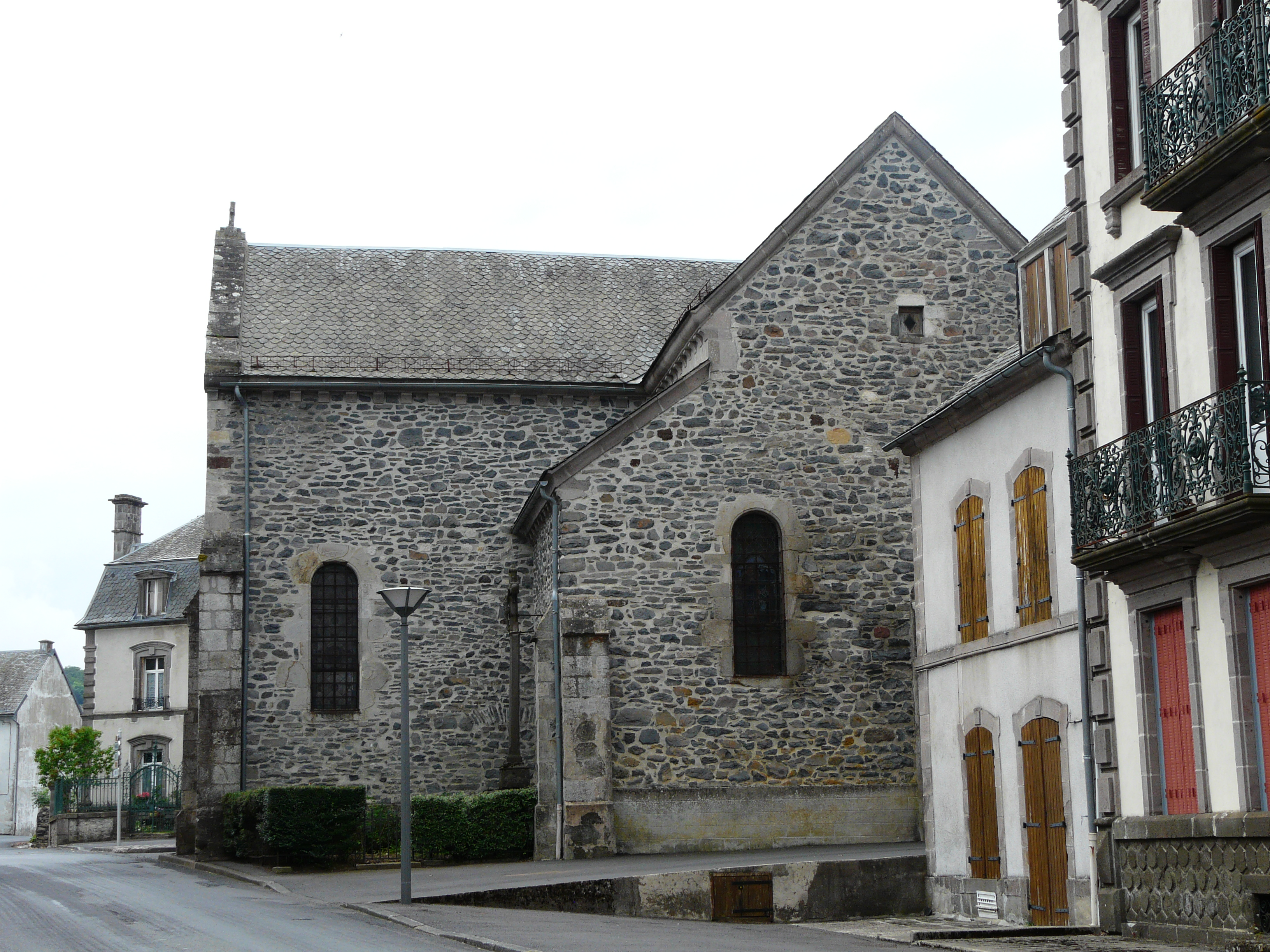
Kirche Saint-Blaise

- Schloss Castellane